# Алонсо Эррера, Анхель
Анхель «Пичи» Алонсо Эррера (исп. Àngel «Pichi» Alonso Herrera; родился 17 декабря, 1954 года, Беникарло, Испания) — испанский футболист и тренер.

## Биография
Эррера — воспитанник клуба «Кастельон», за который он играл в 1975—1977 годах. С 1977 по 1982 год играл за «Реал Сарагосу». В 1982 году перешёл в «Барселону», где за 4 года сыграл 54 матча и забил 13 мячей. Заканчивал карьеру в «Эспаньоле».
За сборную Испании сыграл 3 матча.
Получил степень магистра в Национальном институте физического воспитания Каталонии (INEFC) при Барселонском университете (1987). Начинал свою тренерскую карьеру с клуба «Фигерас», игравшего в Сегунде. С 1995 по 2005 год был тренером сборной Каталонии. В 2006 году руководил донецким «Металлургом».

## Тренерская статистика
| Команда            | Страна         | Начало работы | Окончание работы | Результаты | Результаты | Результаты | Результаты | Результаты |
| Команда            | Страна         | Начало работы | Окончание работы | И          | В          | Н          | П          | П %        |
| ------------------ | -------------- | ------------- | ---------------- | ---------- | ---------- | ---------- | ---------- | ---------- |
| Фигерас            | Флаг Испании   | 1992          | 1993             | 38         | 11         | 10         | 17         | 28.95      |
| Каталония          | Флаг Каталонии | 1995          | 2005             | 10         | 6          | 1          | 3          | 60         |
| Металлург (Донецк) | Флаг Украины   | 2006          | 2006             | 9          | 2          | 5          | 2          | 22.22      |
| Всего              | Всего          | Всего         | Всего            | 57         | 19         | 16         | 22         | 33.33      |

Данные на 4 января 2015

## Достижения
Командные
 «Барселона»
- Чемпион Испании: 1984/85
- Обладатель Кубка Испании: 1982/83
- Обладатель Суперкубка Испании: 1983
- Обладатель Кубка испанской лиги: 1982/83, 1985/86
- Финалист Лиги чемпионов УЕФА : 1985/86

 «Эспаньол»
- Финалист Кубка УЕФА : 1987/88